# Бреконский собор
Бреконский собор (англ. Brecon Cathedral) — кафедральный собор епархии Суонси и Брекон в городе Брекон, Уэльс, резиденция епископа Суонси и Брекона.

## История
История собора начинается в 1093 году, когда двоюродный брат Вильгельма Завоевателя — Бернард де Нёфмарш начинает обустраивать столицу недавно завоёванного им Брихейниога. В этот год он жалует некоему Роджеру, монаху Баттлского аббатства, церковь посвящённую Иоанну Богослову, в которой бенедиктинцы основывают Бреконское аббатство. Известно, что в 1172 году архидиаконом этой общины был Гиральд Камбрийский.
До настоящего времени сохранились остатки храма XI века, однако основная часть строений комплекса собора относятся к XIII—XIV векам. В западной части храма сохранились фрагменты резьбы по дереву, относящиеся ко временам «кельтской церкви». Также Бреконский собор хранит самый большой в Уэльсе камень для масляных светильников.
В XV и начале XVI века храм служил популярным местом паломничества, в основном благодаря позолоченной крестной перегородке разделявшей неф. Перегородка не сохранилась, однако несколько кратких упоминаний в современной ей поэзии, сообщают, что она являла собой внушительное и красивое зрелище. О её размерах можно судить по оставшимся дверным проёмам над кафедрой и на противоположной стене, через которые открывался доступ к верхней части перегородки, а также по каменным консолям, на которых перегородка была закреплена.
В 1538 году во время закрытия монастырей Бреконская обитель уцелела, благодаря тому, что была преобразована в приходскую церковь Брекона, в каком качестве оно прослужила до начала XX века. Кроме того, Гарвардская часовня при храме служила полковой часовней Южно-уэльских пограничников, в которой также хранятся королевские штандарты 1-го батальона, отличившегося в битве при Изандлване.
Во время разгосударствления и выделения Церкви в Уэльсе в 1920 году храм был включён в новообразованную епархию Суонси и Бреккона, а с 1923 года получил статус кафедрального собора.
В последние годы некоторые из зданий на территории собора были преобразованы в Епархиальный центр, выставку, а также магазин и ресторан для паломников.